# Lomachantha rufitarsis
Lomachantha rufitarsis là một loài ruồi trong họ Tachinidae.